# Mauro Bolognini
Mauro Bolognini (Pistoia, 28 juni 1922 – Rome, 14 mei 2001) was een Italiaans filmregisseur.
Bolognini studeerde architectuur in Florence en vanaf 1947 regie in Rome. Na het einde van zijn studie werkte hij als regieassistent voor Luigi Zampa in Italië, alsook voor Yves Allégret en Jean Delannoy in Frankrijk. 
In 1953 draaide hij met Ci troviamo in galleria zijn debuutfilm als regisseur. In de tweede periode van het Italiaans neorealisme ontwikkelde Bolognini zijn eigen stijl. Met de komische film Gli innamorati (1955) verkreeg hij voor het eerst naamsbekendheid. Hij contrasteerde in het begin van de jaren '60 in zijn werk het leven van de armen en de rijken in Italië met elkaar. 
Hij verwierf vooral bekendheid met zijn filmbewerkingen van romans van zowel klassieke auteurs zoals Théophile Gautier en Italo Svevo als van naoorlogse Italiaanse auteurs als Alberto Moravia, Pier Paolo Pasolini, Mario Pratesi en Vasco Pratolini. Het sociaal-historisch drama Metello wordt beschouwd als zijn beste film. Hoofdvertolkster Ottavia Piccolo kreeg er in 1970 op het Filmfestival van Cannes de prijs voor de Beste Actrice voor. Vanaf de jaren jaren '70 hield hij zich ook bezig met het regisseren van opera's.

## Filmografie
- 1953 - Ci troviamo in galleria
- 1954 - I cavalieri della regina
- 1955 - La vena d'oro
- 1955 - Gli innamorati
- 1956 - Guardia, guardia scelta, brigadiere e maresciallo
- 1957 - Marisa la civetta
- 1958 - Giovani mariti
- 1959 - Arrangiatevi!
- 1959 - La notte brava
- 1960 - Il bell'Antonio
- 1960 - La giornata balorda
- 1961 - La viaccia
- 1962 - Agostino
- 1962 - Senilità
- 1963 - La corruzione
- 1964 - La mia signora (sketchenfilm, episodes  I miei cari en Luciana)
- 1964 - La donna è una cosa meravigliosa (sketchenfilm, episodes Una donna dolce, dolce en La balena bianca)
- 1965 - Le bambole (sketchenfilm, episode Monsignor Cupido)
- 1965 - I tre volti (sketchenfilm, episode Gli amanti celebri)
- 1966 - Le fate (sketchenfilm, episode Fata Elena)
- 1966 - Madamigella di Maupin
- 1967 - Le streghe (sketchenfilm, episode Senso civico)
- 1967 - Le Plus Vieux Métier du monde  (sketchenfilm, episode Les Nuits romaines)
- 1967 - Arabella
- 1968 - Capriccio all'italiana (sketchenfilm, episodes Perché? en La gelosa)
- 1969 - L'assoluto naturale
- 1969 - Un bellissimo novembre
- 1970 - Metello
- 1971 - Bubù
- 1972 - Imputazione di omicidio per uno studente
- 1973 - Libera, amore mio!
- 1974 - Fatti di gente perbene
- 1975 - Per le antiche scale
- 1976 - L'eredità Ferramonti
- 1977 - Gran bollito
- 1978 - Dove vai in vacanza? (sketchenfilm, episode Sarò tutta per te)
- 1981 - La storia vera della signora delle camelie
- 1986 - La venexiana
- 1987 - Imago urbis (collectieve televisiedocumentaire)
- 1987 - Mosca addio
- 1988 - Gli indifferenti (televisieserie)
- 1989 - 12 registi per 12 città (documentaire, segment)
- 1991 - La villa del venerdì
- 1995 - La famiglia Ricordi (televisieserie)

## Prijzen
- 1960 - Gouden Luipaard voor Il bell'Antonio
- 1999 - Premi David di Donatello voor een ganse carrière